# Metadasylobus instratus
Metadasylobus instratus is een hooiwagen uit de familie echte hooiwagens (Phalangiidae).